# سانتو دومينغو

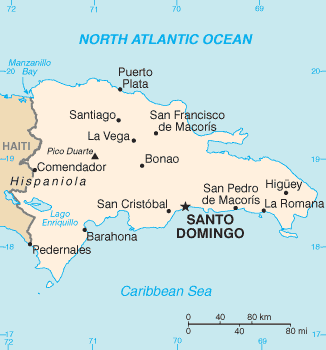
خريطة تبين موقع المدينة

سان دومينغو أو سان دومينغو دي غوزمان (بالإسبانية: Santo Domingo أو Santo Domingo de Guzmán) العاصمة وأكبر مدن جمهورية الدومينيكان، بعدد سكان 2,253,437 نسمة عام 2006م.

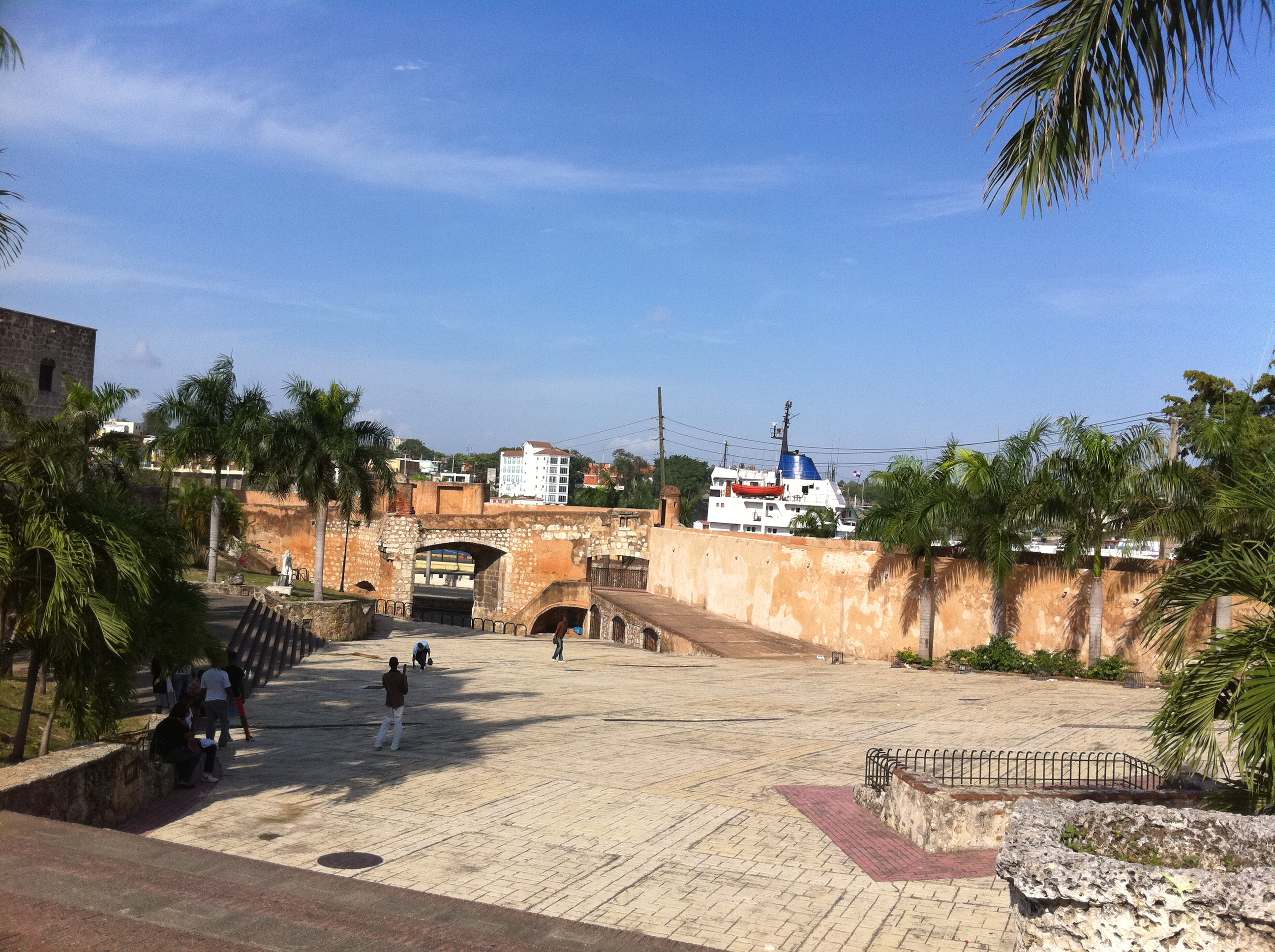
Plaza Espana santo domingo

تقع المدينة على مصب نهر أوزاما في البحر الكاريبي، أسسها كريستوفر كولومبوس عام 1492م وهي أقدم مستعمرة أوروبية في الأمريكيتين وهي أول مستعمرة أسبانية في العالم الجديد (الأمريكيتين) بعد مستوطنة لا إيزابيلا، وتعتبر بوابة الكاريبي. عام 1930م تضررت بشدة جراء إعصار استوائي معروف باسم «سان زينون» San Zenón . وأعاد بنائها الرئيس رافاييل تروهيلو Rafael Trujillo وسماها باسمه مدينة تروهيلو وبعد أغتياله عام 1961م اعيد تسمية المدينة باسم سان دومينجو.

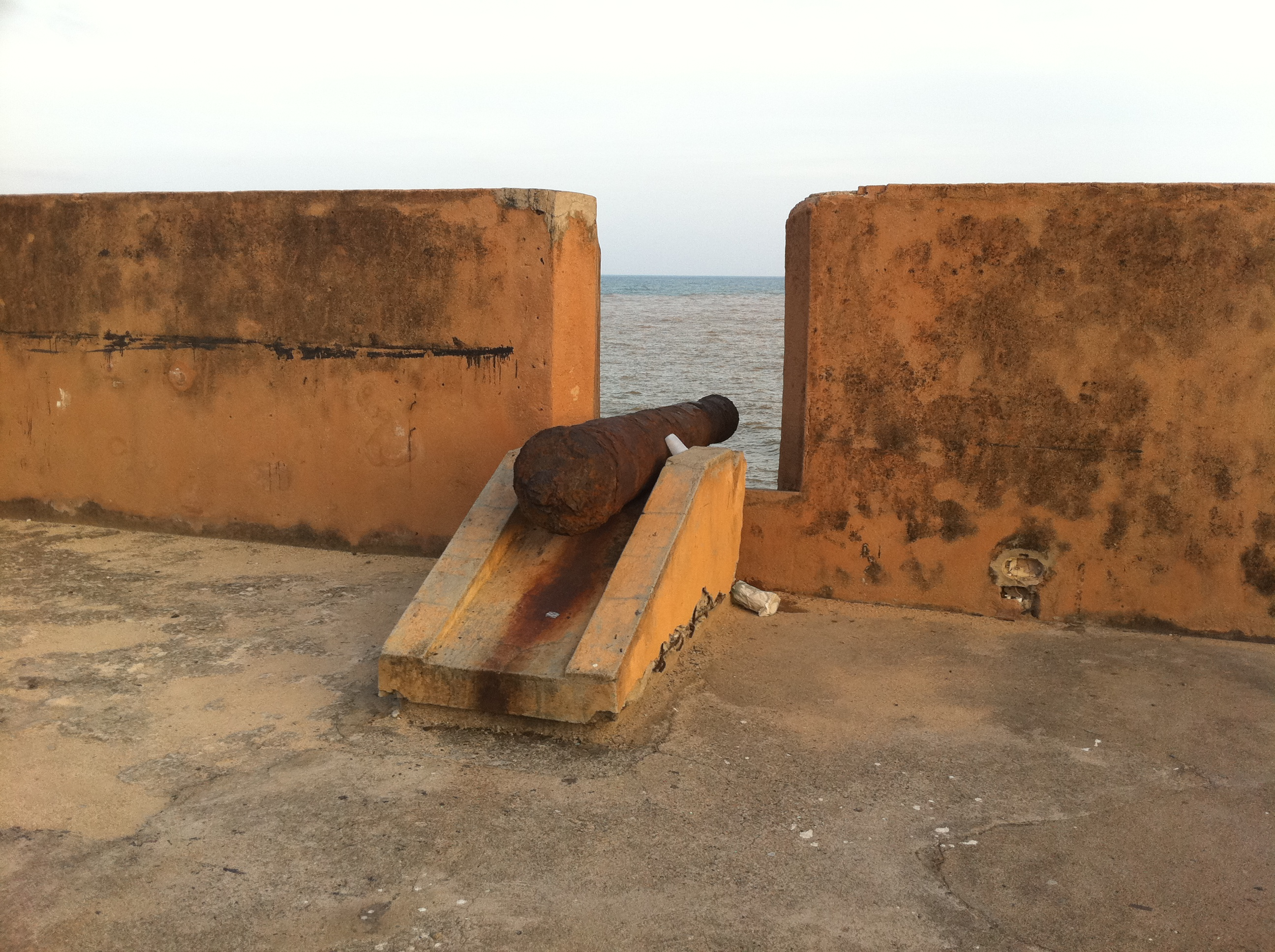
سانتو دومينجو

قبل أن يستعمرها الإسبان، كانت تسكنها شعوب أصلية تُعرف باسم "الشعب الصغير". Quisqueya أو تترجم «أم كل الأراضي» و «اييتا» Ayiti أو «أرض الجبال العالية» وتضم الجزيرة جزء من جمهورية هايتي. سميت المدينة باسم «لا ايزابيلا» على اسم ملكة إسبانيا ايزابيلا الأولى ثم سميت باسم القديس دومينيك.
تضم المدينة العديد من المباني التاريخية التي تعود للفترة الأستعمارية وهي محمية من قبل اليونيسكو

## المناخ
يعرض الجدول التالي التغيرات المناخية على مدار العام في سانتو دومينغو:
| الشهر | يناير       | فبراير      | مارس        | أبريل       | مايو         | يونيو        | يوليو        | أغسطس        | سبتمبر       | أكتوبر       | نوفمبر       | ديسمبر      | المعدل السنوي |
| --- | ----------- | ----------- | ----------- | ----------- | ------------ | ------------ | ------------ | ------------ | ------------ | ------------ | ------------ | ----------- | ------------- |
| الدرجة القصوى °م (°ف) | 34.4 (93.9) | 33.9 (93.0) | 36.0 (96.8) | 37.0 (98.6) | 39.5 (103.1) | 37.2 (99.0)  | 37.8 (100.0) | 38.8 (101.8) | 36.7 (98.1)  | 38.8 (101.8) | 35.0 (95.0)  | 33.5 (92.3) | 39.5 (103.1)  |
| متوسط درجة الحرارة الكبرى °م (°ف)                                                                                         | 29.4 (84.9) | 29.3 (84.7) | 29.6 (85.3) | 30.3 (86.5) | 30.6 (87.1)  | 31.3 (88.3)  | 31.7 (89.1)  | 31.8 (89.2)  | 31.6 (88.9)  | 31.3 (88.3)  | 30.8 (87.4)  | 29.8 (85.6) | 30.6 (87.1)   |
| المتوسط اليومي °م (°ف) | 24.7 (76.5) | 24.6 (76.3) | 25.1 (77.2) | 25.8 (78.4) | 26.5 (79.7)  | 27.2 (81.0)  | 27.3 (81.1)  | 27.4 (81.3)  | 27.3 (81.1)  | 26.9 (80.4)  | 26.3 (79.3)  | 25.2 (77.4) | 26.2 (79.2)   |
| متوسط درجة الحرارة الصغرى °م (°ف)                                                                                         | 20.0 (68.0) | 19.9 (67.8) | 20.5 (68.9) | 21.4 (70.5) | 22.5 (72.5)  | 23.1 (73.6)  | 23.0 (73.4)  | 23.0 (73.4)  | 23.0 (73.4)  | 22.6 (72.7)  | 21.9 (71.4)  | 20.6 (69.1) | 21.8 (71.2)   |
| أدنى درجة حرارة °م (°ف)                                                                                                   | 11.0 (51.8) | 11.0 (51.8) | 13.3 (55.9) | 15.5 (59.9) | 16.5 (61.7)  | 18.6 (65.5)  | 18.2 (64.8)  | 18.0 (64.4)  | 18.0 (64.4)  | 17.0 (62.6)  | 17.0 (62.6)  | 13.0 (55.4) | 11.0 (51.8)   |
| معدل هطول الأمطار مم (إنش)                                                                                                | 74.5 (2.93) | 67.9 (2.67) | 61.9 (2.44) | 72.1 (2.84) | 176.6 (6.95) | 116.4 (4.58) | 131.2 (5.17) | 178.1 (7.01) | 208.7 (8.22) | 186.2 (7.33) | 132.5 (5.22) | 82.9 (3.26) | 1٬489 (58.62) |
| متوسط الأيام الممطرة (≥ 1.0 mm)                                                                                           | 8.3         | 6.8         | 7.0         | 6.5         | 10.5         | 9.3          | 10.8         | 11.5         | 12.1         | 12.5         | 10.7         | 9.1         | 115.1         |
| متوسط الرطوبة النسبية (%)                                                                                                 | 82.0        | 81.1        | 80.1        | 79.4        | 82.2         | 82.2         | 82.2         | 83.3         | 84.0         | 84.8         | 84.0         | 82.6        | 82.3          |
| ساعات سطوع الشمس الشهرية                                                                                                  | 239.7       | 229.6       | 253.4       | 248.8       | 233.9        | 232.3        | 225.9        | 231.6        | 219.9        | 230.7        | 227.5        | 224.1       | 2٬797٫4       |
| المصدر #1: ONAMET |             |             |             |             |              |              |              |              |              |              |              |             |               |
| المصدر #2: Diario Libre (May record high, and record lows for January and February), Meteo Climat (record highs and lows) |             |             |             |             |              |              |              |              |              |              |              |             |               |

## توأمة
لسانتو دومينغو اتفاقيات توأمة مع كل من:
- مقاطعة ميامي داد
- نيويورك (1983 -)
- لا مويلا
- مدريد
- سانتا كروث دي تينيريفه
- تايبيه (1970 -)
- كوريتيبا
- ماناوس
- مياة فيوجي
- أسونسيون
- بوينس آيرس
- برشلونة
- برلين
- برن
- بوسطن
- كاراكاس
- غواتيمالا
- مدينة مكسيكو
- هافانا
- لاباز
- ليما
- لشبونة
- ميامي
- ماناغوا
- ميلانو
- مونتفيدو
- نيوجيرسي
- بكين
- كيتو
- لندن
- الرباط
- ريو دي جانيرو
- سانتياغو
- سان خوسيه
- سان سلفادور
- ساراسوتا
- حيفا
- كرانستون
- روساريو (1998 -)

## أعلام
- جونيور فيربو
- ألونسو دي أوخيدا
- مانويل فيليكس دياز
- رافائيل تروخيو
- دانيا راميريز
- ماني راميرز
- تيودور كاسيريو